# National Lottery Heritage Fund
National Lottery Heritage Fund, tidligere Heritage Lottery Fund (HLF), er en fond, der distribuerer en andel af National Lottery, og støtter en lang række kulturarvsprojekter i hele Storbritannien.

## Historie
Fondens forgængere var National Land Fund, der blev etableret i 1946, og National Heritage Memorial Fund, der blev etableret i 1980. Den nuværende organisation blev etableret som "Heritage Lottery Fund" i 1994. Den blev omdøbt til National Lottery Heritage Fund i januar 2019.

## Større projekter
Blandt større projekter, som fonden har støttet er:
- Restaurering af Kennet and Avon Canal, Somerset – tildelt £25 mio. i 1996[5]
- Restaurering af Heaton Park, Manchester – tildelt £8,5 mio. i 1999[6]
- Oprettelsen af National Waterfront Museum i Swansea – tildelt £11 mio. i 2002[7]
- Istandsættelse af Kelvingrove Art Gallery and Museum i Glasgow – tildelt £13 mio. i 2002[8]
- Restaurering af Greenhead Park i Huddersfield – tildelt £3.8 mio. i 2005[9]
- Renovering af Piece Hall i Halifax – tildelt £13 mio. i 2012[10]
- Købe af Titians Diana and Callisto til National Gallery London og National Galleries of Scotland – tildelt £3 mio. i 2012[11]

## Struktur
Formanden for bestyrelsen udpeges af Storbritanniens premierminister; René Olivieri fungerede som midlertidig formand fra januar 2020 efter Sir Peter Luffs pensionering ved udgangen af 2019. Dr. Simon Thurley CBE, tidligere administrerende direktør for English Heritage, blev formand for bestyrelsen den 1. april 2021.
Den administrerende direktør fra juli 2016 til december 2021 var Ros Kerslake OBE, tidligere administrerende direktør for The Prince's Regeneration Trust. I august 2021 meddelte fonden, at Ros Kerslake ville træde tilbage ved udgangen af 2021. Den administrerende direktør siden januar 2022 er Eilish McGuinness.
Fondens hovedkontor er i London, og den har også kontorer andre steder i Storbritannien.